# Шаповаловка
Шапова́ловка (рос. Шаповаловка) — село у складі району імені Лазо Хабаровського краю, Росія. Входить до складу Сітинського сільського поселення.

## Населення
Населення — 12 осіб (2010; 10 у 2002).
Національний склад (станом на 2002 рік):
- українці — 50 %
- росіяни — 30 %